# 다니촌 (시마네현)
다니촌(谷村)은 시마네현 오치군에 설치되었던 촌이다. 현재의 이시군 이난정에 해당한다.